# Joachim Grünhagen
Joachim Grünhagen (* 27. Juni 1928 in Braunschweig; † 16. Februar 2016 in Hannover) war ein Schriftsteller und Lyriker.

## Leben
Joachim Grünhagen wurde gegen Ende der Weimarer Republik in Braunschweig geboren, wuchs dann jedoch in München auf. Unter den Nationalsozialisten wurde er noch als Jugendlicher während des Zweiten Weltkrieges in den Jahren 1944 und 1945 als Luftwaffenhelfer eingesetzt.
Unmittelbar nach dem Kriegsende wurde Grünhagen schriftstellerisch aktiv.
Von 1970 bis 1974 war Joachim Grünhagen Schriftleiter der Zeitschrift Niedersachsen. Ab dem Folgejahr 1975 und bis 1991 arbeitete er im Kulturamt Hannover. In dieser Zeit gründete er in Hannover die Autorengemeinschaft Gruppe Poesie.
Grünhagen war Mitglied der Deutschen Haiku Gesellschaft. Seine literarischen Schwerpunkte waren Lyrik, Haiku und Kurzprosa. Er gilt als „Dichtervater“ des Schriftstellers Marcel Magis, der zum 80. Geburtstag Grünhagens eine Lesung im hannoverschen Canapee veranstaltete.

## Schriften (Auswahl)
- 70 Jahre Joachim Grünhagen. Gedichte. Ein Querschnitt aus vergangenen Jahren, 1946–1998 (= Solitär, Nr. 2), Gelsenkirchen-Ückendorf: Edition Xylos, 1998.